# Zeki Amdouni
Zeki Amdouni (Ginebra, 4 de diciembre de 2000) es un futbolista suizo que juega en la demarcación de delantero para el Burnley F. C. de la Premier League.

## Selección nacional
Tras jugar en distintas categorías inferiores de la selección de Suiza y Turquía, finalmente hizo su debut con la selección de fútbol de Suiza en un encuentro de la Liga de Naciones de la UEFA 2022-23 contra República Checa que finalizó con un resultado de 2-1 a favor del combinado suizo tras el gol de Patrik Schick para el combinado checo, y de Remo Freuler y Breel Embolo para Suiza.

### Participaciones en Eurocopas
| Copa          | Sede     | Resultado        | Partidos | Goles |
| ------------- | -------- | ---------------- | -------- | ----- |
| Eurocopa 2024 | Alemania | Cuartos de final | 4        | 0     |

## Estadísticas

### Clubes
Actualizado al último partido disputado el 11 de marzo de 2025.
| Club                              | Div.          | Temporada     | Liga  | Liga  | Copas nacionales | Copas nacionales | Copas internacionales | Copas internacionales | Total | Total |
| Club                              | Div.          | Temporada     | Part. | Goles | Part.            | Goles            | Part.                 | Goles                 | Part. | Goles |
| --------------------------------- | ------------- | ------------- | ----- | ----- | ---------------- | ---------------- | --------------------- | --------------------- | ----- | ----- |
| Étoile Carouge F. C. · Suiza      | 4.ª           | 2017-18       | 13    | 4     | —                | —                | ―                     | ―                     | 13    | 4     |
| Étoile Carouge F. C. · Suiza      | 4.ª           | 2018-19       | 25    | 10    | —                | —                | ―                     | ―                     | 25    | 10    |
| Étoile Carouge F. C. · Suiza      | Total club    | Total club    | 38    | 14    | 0                | 0                | 0                     | 0                     | 38    | 14    |
| F. C. Stade-Lausana-Ouchy · Suiza | 2.ª           | 2019-20       | 24    | 3     | 3                | 1                | ―                     | ―                     | 27    | 4     |
| F. C. Stade-Lausana-Ouchy · Suiza | 2.ª           | 2020-21       | 32    | 11    | 1                | 0                | ―                     | ―                     | 33    | 11    |
| F. C. Stade-Lausana-Ouchy · Suiza | Total club    | Total club    | 56    | 14    | 4                | 1                | 0                     | 0                     | 60    | 15    |
| F. C. Lausana-Sport · Suiza       | 1.ª           | 2021-22       | 34    | 12    | 4                | 3                | ―                     | ―                     | 38    | 15    |
| F. C. Lausana-Sport · Suiza       | Total club    | Total club    | 34    | 12    | 4                | 3                | 0                     | 0                     | 38    | 15    |
| F. C. Basilea · Suiza             | 1.ª           | 2022-23       | 32    | 12    | 3                | 3                | 17                    | 7                     | 52    | 22    |
| F. C. Basilea · Suiza             | Total club    | Total club    | 32    | 12    | 3                | 3                | 17                    | 7                     | 52    | 22    |
| Burnley F. C. Inglaterra          | 1.ª           | 2023-24       | 34    | 5     | 3                | 1                | ―                     | ―                     | 37    | 6     |
| Burnley F. C. Inglaterra          | 2.ª           | 2024-25       | 2     | 1     | —                | —                | ―                     | ―                     | 2     | 1     |
| Burnley F. C. Inglaterra          | Total club    | Total club    | 36    | 6     | 3                | 1                | 0                     | 0                     | 39    | 7     |
| S. L. Benfica Portugal            | 1.ª           | 2024-25       | 19    | 6     | 2                | 0                | 11                    | 1                     | 11    | 2     |
| S. L. Benfica Portugal            | Total club    | Total club    | 19    | 6     | 2                | 0                | 11                    | 1                     | 11    | 2     |
| Total carrera                     | Total carrera | Total carrera | 215   | 64    | 16               | 8                | 28                    | 8                     | 259   | 80    |

## Palmarés

### Títulos nacionales
| Título                      | Club          | País     | Año  |
| --------------------------- | ------------- | -------- | ---- |
| Copa de la Liga de Portugal | S. L. Benfica | Portugal | 2025 |